# Die Türme von Bos-Maury
Die Türme von Bos-Maury ist eine Comicserie des belgischen Zeichners Hermann Huppen.

## Inhalt
Die im Hochmittelalter angesiedelte Comicserie erzählt von den Reisen des Ritters Aymar und seinem Knappen Olivier (bei Carlsen: Oliver). Aymars Wunsch ist es, seine Heimat, die „Türme von Bos-Maury“ wiederzusehen. Auf seinen Reisen wird er mit Dieben, Gauklern, Pilgern oder Kreuzzüglern konfrontiert. Ab Band 11 beginnen neue Geschichten über die Nachfahren Aymars in späteren Jahrhunderten. Daher heißt die Serie hier nur noch Bos-Maury.
Zeichner sowie Texter der Reihe ist Hermann Huppen, ab Band 12 zeigt sich sein Sohn Yves Huppen für die Texte verantwortlich.

## Die Alben
In Frankreich wurde das erste Album 1984 in der Zeitschrift Circus, die weiteren in Vecu in Fortsetzungen veröffentlicht. Es folgte eine Albenausgabe bei Glénat.
Der Carlsen Verlag veröffentlichte Band 1–10 als Album von 1986 bis 1994. Die Kult Editionen verlegte alle Bände mit Hardcover ab 1998, die Bände 11, 12 und 13 erschienen auch als signierte Luxusausgaben mit beigelegtem Druck. Bei Erko erscheint eine Gesamtausgabe mit drei oder vier Alben pro Band.
Die Türme von Bos-Maury
- 1: Babette (1984)
- 2: Der Schäfer (1985)
- 3: Das Kloster (1986)
- 4: Reinhardts Rückkehr (1987)
- 5: Alda (1988)
- 6: Sigurd (1990)
- 7: Williams Irrweg (1990)
- 8: Der Seldschuk (1992)
- 9: Khaled (1992)[1]
- 9b: Der Mann mit der Axt (2021)
- 10: Olivier (1994)[2]

Bos-Maury
- 11: Assunta (1998)
- 12: Rodrigo (2001)
- 13: Die dulle Griet (2006)
- 14: Wassya (2009)
- 15: Das Auge des Himmels (2012)